# Che cos'è una nazione?
Che cos'è una nazione? (titolo originale in francese: Qu'est-ce qu'une nation ?) è il titolo di una conferenza tenuta da Ernest Renan alla Sorbona nel 1882 e pubblicata nello stesso anno dall'editore Calmann Lévy.
È l'opera più nota di Renan insieme alla Vita di Gesù.

## Contenuto
L'autore sostiene che una nazione è costituita dalla memoria comune di una storia condivisa e dal desiderio comune di vivere assieme e di perpetuare l'eredità passata. Il primo elemento guarda al passato, mentre il secondo è orientato al futuro. Il secondo elemento è più importante e più qualificante del primo: il progetto di una vita comune al di là e al di sopra delle differenze è ciò che rende una nazione non esclusiva, bensì aperta a nuove identità sociali, culturali, storiche ed etniche, nonché alla realtà dell'immigrazione.
Renan si schiera contro una visione tedesca della nazione, nel contesto della sconfitta del 1870 e dell'annessione dell'Alsazia-Lorena all'Impero tedesco.
La concezione contrattualistica francese si oppone all'idea tedesca di Volk, molto più essenzialista ed esclusivista, basata sulla comunanza di territorio, lingua, cultura, storia, religione e razza. Quest'ultima fu espressa efficacemente dai Discorsi alla nazione tedesca di Fichte: sebbene l'opera fosse stata pubblicata a 75 anni di distanza, la sua concezione è stata di frequente posta a confronto con quella di Renan. Secondo quest'ultimo, le nazioni non solo non hanno alcun diritto di annettere un territorio, ma non hanno soprattutto alcun reale interesse a farlo.